# Sutton Place
Sutton Place est à la fois une rue cossue et un quartier de l'arrondissement de Manhattan, à New York, situé à l'intersection entre Midtown et l'Upper East Side, le long de l'East River. Le quartier comprend deux parcs publics, l'un situé sur la 57e rue, l'autre sur la 53e.

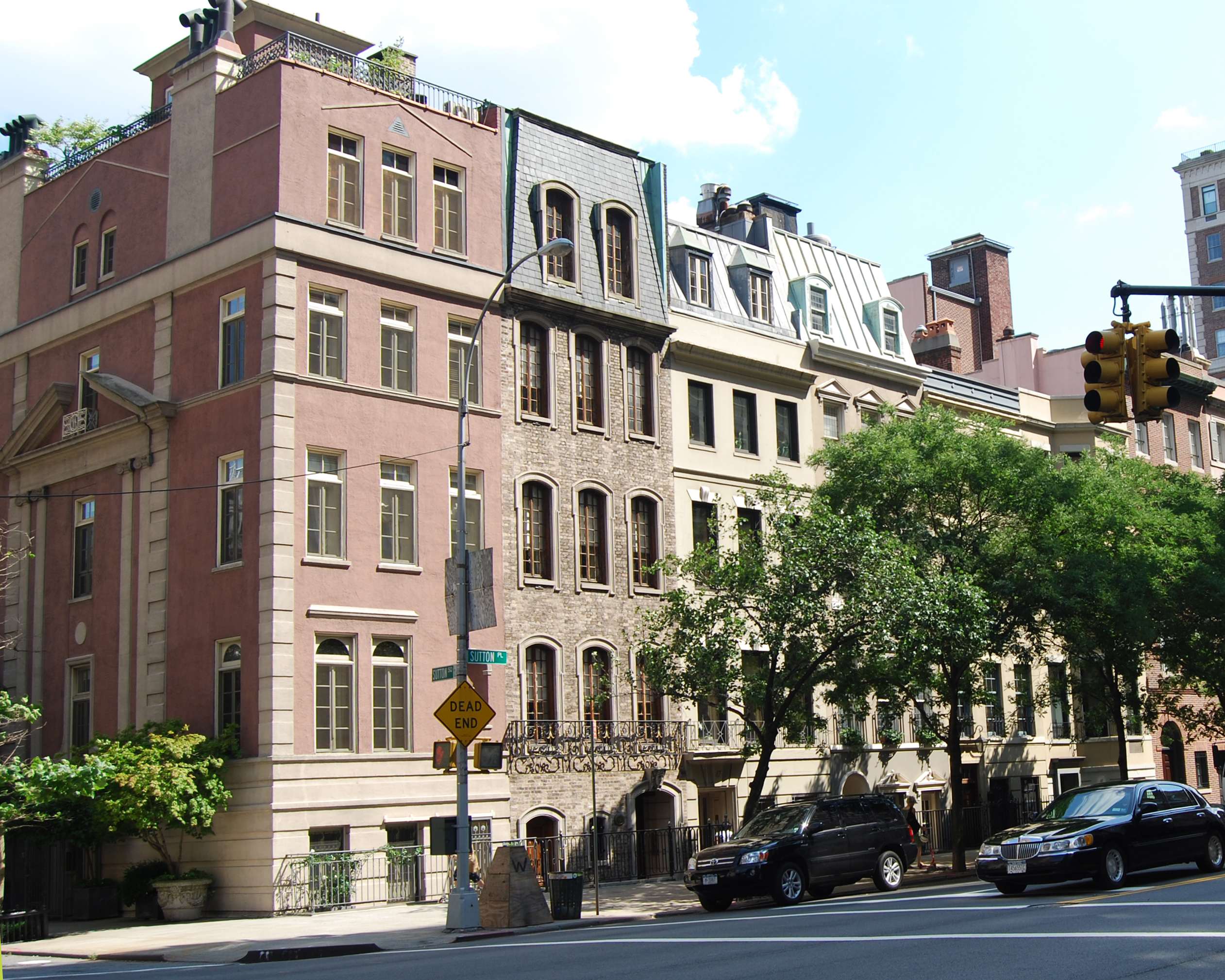
Maisons du quartier de Sutton Place.

La résidence officielle du secrétaire général des Nations unies se situe dans un hôtel particulier de Sutton Place, hôtel particulier bâti pour Anne Morgan, la fille du richissime financier John Pierpont Morgan en 1921, avant d'être offert aux Nations unies en 1972. 
Le quartier, bordé de rowhouses doit son nom à Effingham B.Sutton qui avait fait fortune lors de la ruée vers l'or de 1849 et lancé la première ligne maritime New York-San Francisco. Il avait investi dans l'immobilier car il croyait à un développement de ce secteur.